# Neoserica bibosa
Neoserica bibosa är en skalbaggsart som beskrevs av Brenske 1901. Neoserica bibosa ingår i släktet Neoserica och familjen Melolonthidae. Inga underarter finns listade i Catalogue of Life.